# Церковь Вуолийоки
Церковь Вуолийоки (фин. Vuolijoen kirkko) — евангелическо-лютеранский храм в деревне Вуолийоки, город Каяани (Финляндия).

## История
Община Вуолийоки была выделена в 1897 году в самостоятельный приход от частей Сярайсниеми (Ваала) и Каяани.
Церковь в местечке Вуолийоки была построена в 1905-1906 годах, архитектором Йозефом Стенбеком. Здание храма имеет форму прямоугольного креста, одна из сторон которого увенчана башней с часами. Строение представляет собой здание в стиле национального романтизма, например, в использовании материала и форме круглых окон. Церковь является единственным каменным религиозным сооружением в провинции Кайнуу. 
Храм вмещает в себя до 420 верующих на службу. Орган церкви был изготовлен на Кангасальской органной фабрике и установлен в 1965 году и располагает 13 голосами и двумя регистрами. Алтарь был украшен в 1906 году росписью архитектора Йозефа Стенбека изображением Святого Причастия, которое стало копией знаменитой картины Эдварда Гебхарда «Святое Причастие». Церковные часы, установленные к открытию храма в 1906 году продолжают действовать и в наше время.
Храм был дважды реконструирован. Первая реконструкция интерьера была произведена в 1967 году. В 1974 году был реконструирован внешний фасад по проекту архитектора Сеппо Рихлама.

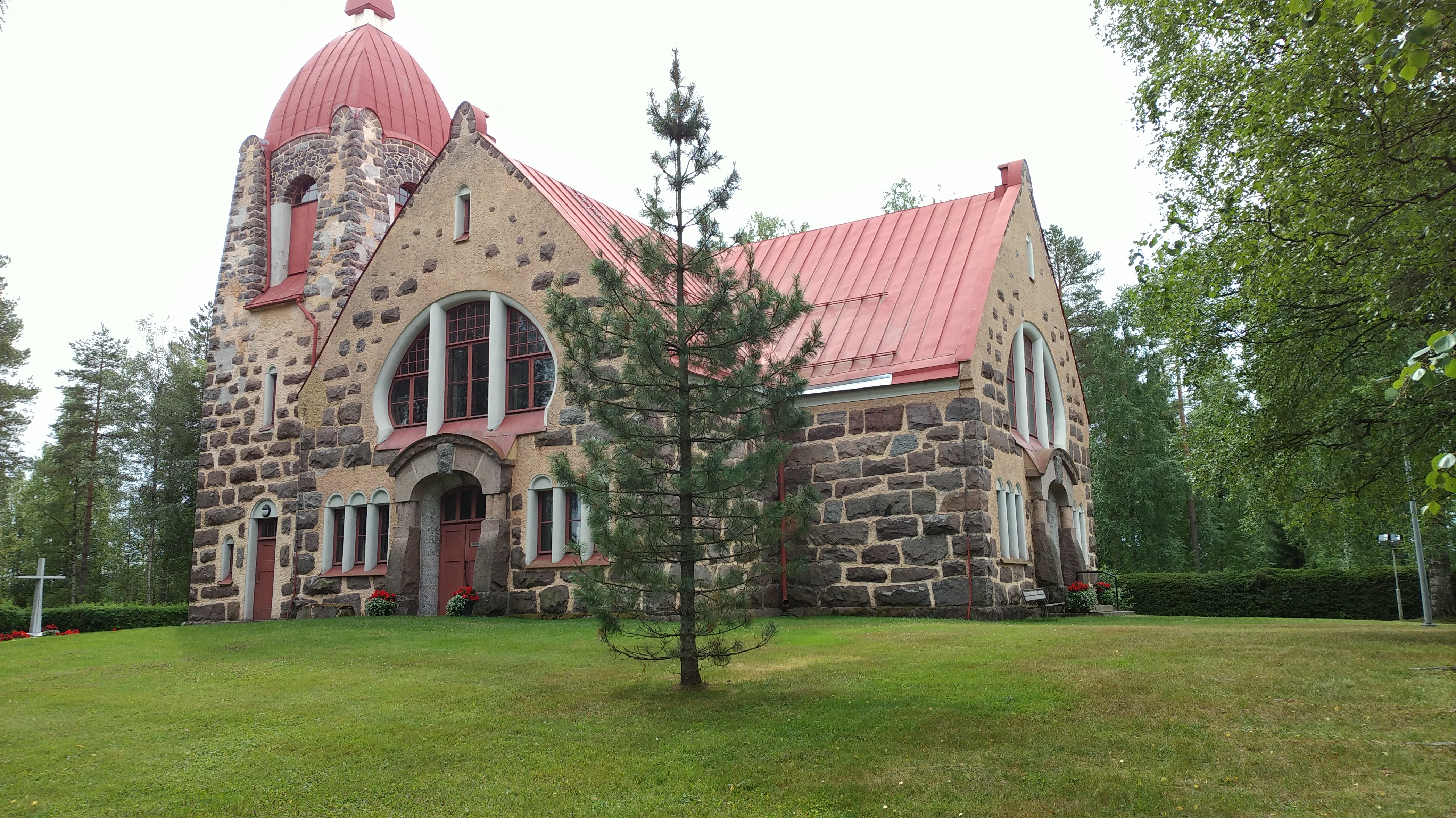
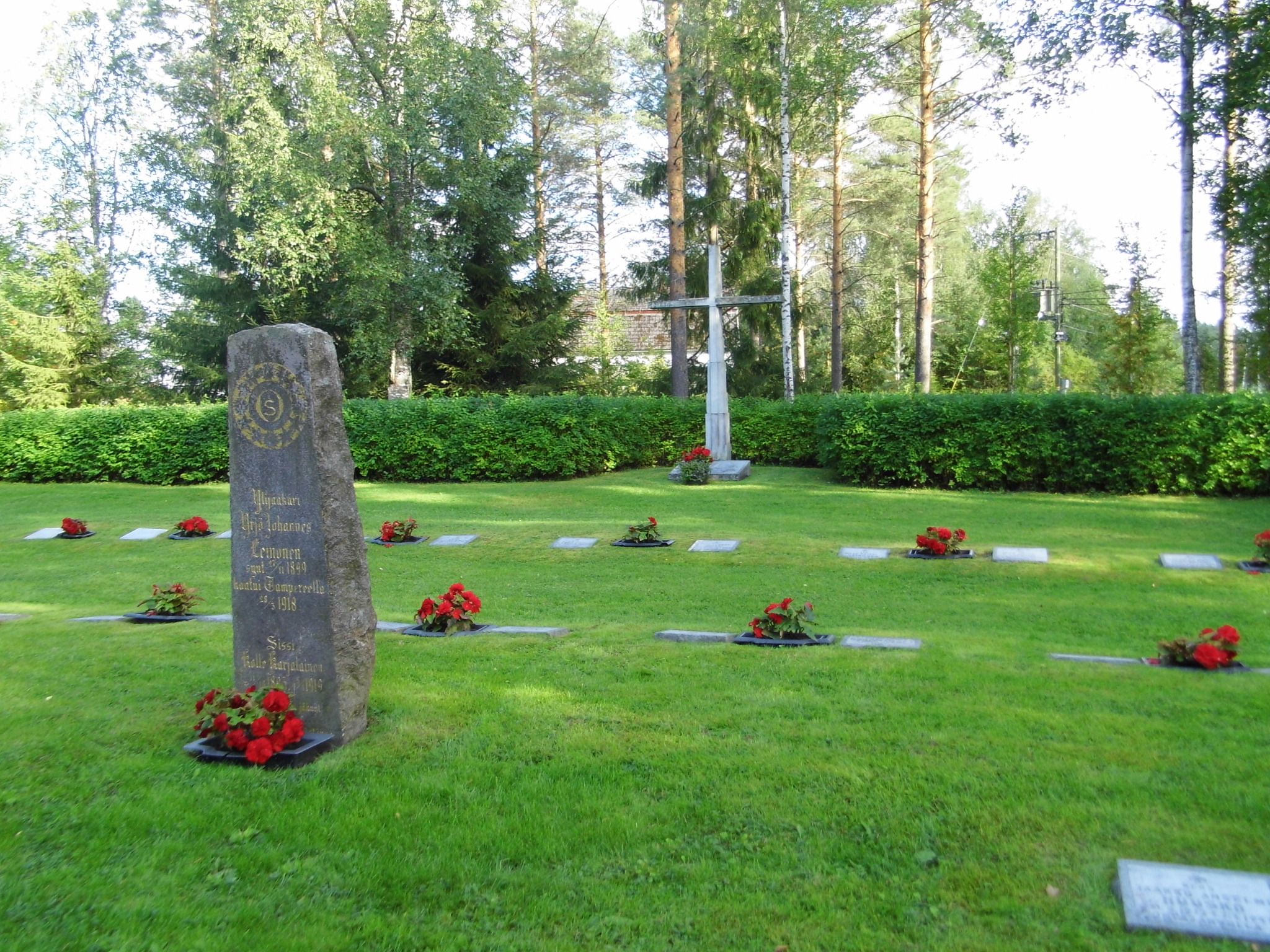
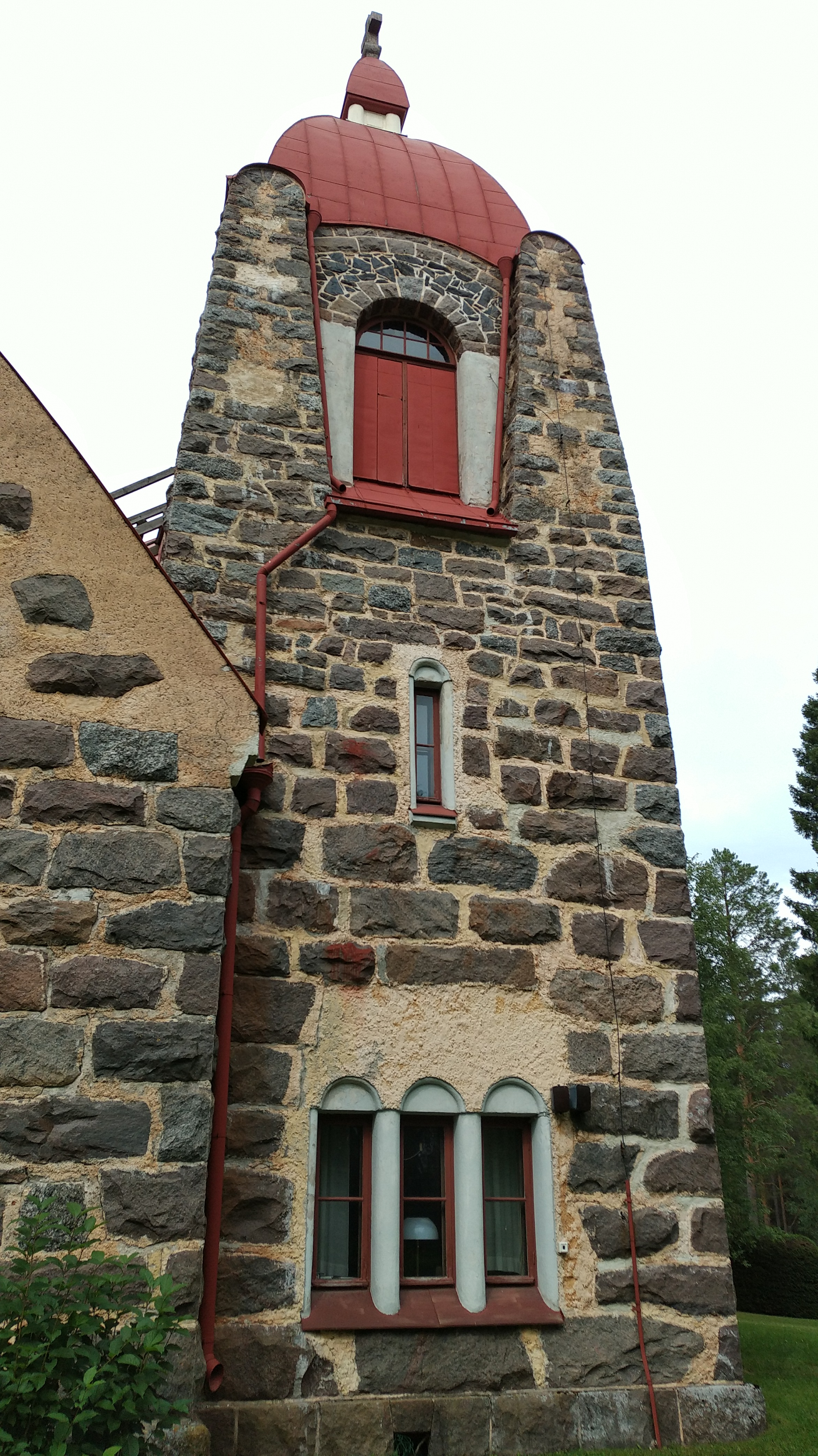
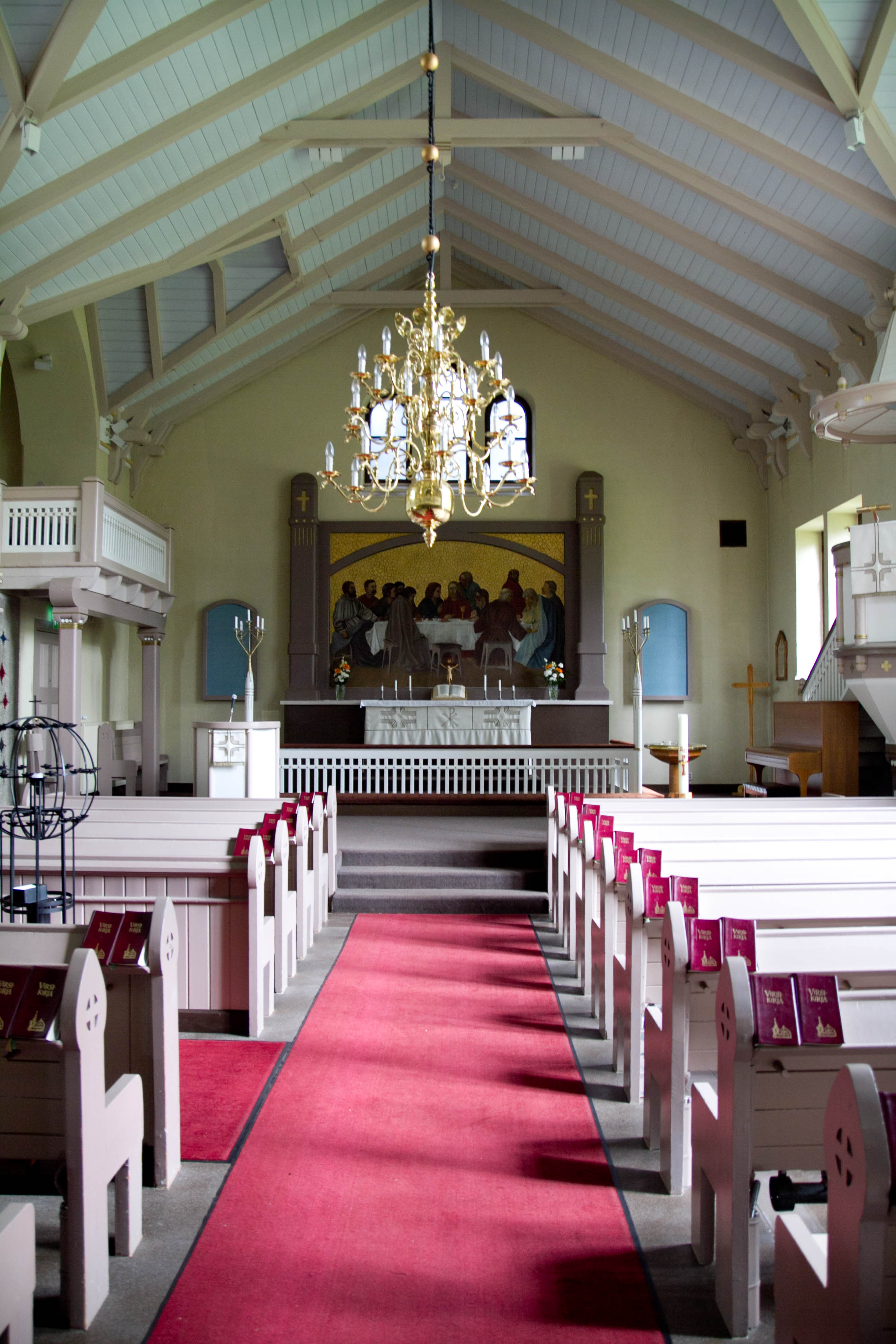